# Drets lingüístics
Els drets lingüístics són els drets humans i civils relatius al dret individual i col·lectiu a triar la llengua o les llengües per a la comunicació en un ambient privat o públic. Altres paràmetres per analitzar els drets lingüístics inclouen, entre d'altres, el grau de territorialitat, el grau de positivitat i l'orientació en termes d'assimilació o manteniment.
Els drets lingüístics inclouen el dret a la llengua pròpia en els actes legals, administratius i judicials, en l'ensenyament i en els mitjans de comunicació.
Els drets lingüístics se solen tractar en dret internacional com a drets culturals i educatius.
Els documents més importants per als drets lingüístics són la Declaració Universal dels Drets Lingüístics (1996), la Carta Europea de les Llengües Regionals o Minoritàries (1992), la Convenció sobre els Drets de l'Infant (1989) i la Convenció Marc per a la Protecció de les Minories Nacionals (1988), així com ara la Convenció contra la Discriminació en l'Educació i el Pacte Internacional de Drets Civils i Polítics (1966).

## Història
Tot i que les polítiques i la legislació que involucren la llengua han estat vigents a la història d'Europa primerenca, sovint es tractava de casos en què s'imposava una llengua a la gent mentre es descuraven altres llengües o varietats. La major part de la literatura inicial sobre drets lingüístics prové de països on les divisions lingüístiques i/o nacionals basades en la diversitat lingüística han fet que els drets lingüístics tinguin un paper vital per a mantenir l'estabilitat territorial. Va ser finalment a la dècada dels 1900, que els drets lingüístics van adquirir un estatus oficial en la política i els acords internacionals, i es van incloure per primera vegada com a dret humà a la Declaració Universal dels Drets Humans de 1948. Els drets lingüístics formals basats en tractats es refereixen principalment als drets de les minories. La història d'aquests drets lingüístics es pot dividir en les cinc fases següents:
1. Pre-1815. Els drets lingüístics estan coberts en els acords bilaterals, però no en els tractats internacionals, com ara Tractat de Lausana (tot i que aquest va ser signat el 1923).
2. Acte final del Congrés de Viena (1815). La conclusió de la construcció de l'imperi de Napoleó I va ser signada per set grans potències europees. Va concedir el dret d'utilitzar el polonès als polonesos a Poznan juntament amb l'alemany per a negocis oficials. A més, algunes constitucions nacionals protegeixen els drets lingüístics de les minories nacionals, per exemple, la Llei constitucional austríaca de 1867 atorga a les minories ètniques el dret a desenvolupar la seva nacionalitat i la seva llengua.[8]
3. Entre la I i la Segona Guerra Mundial. Sota la protecció de la Societat de Nacions, els tractats de pau i les principals convencions multilaterals i internacionals contenien clàusules que protegeixen les minories a l'Europa central i oriental, per exemple, el dret a l'ús privat de qualsevol llengua i la disposició per a l'ensenyament a les escoles primàries mitjançant la llengua pròpia.[9] Moltes constitucions nacionals van seguir aquesta tendència. Però no tots els signants van concedir drets a grups minoritaris dins de les seves pròpies fronteres, com ara el Regne Unit, França i els EUA. Els tractats també preveien el dret de reclamació davant la Societat de Nacions i el Tribunal Internacional de Justícia.
4. 1945–1970. La legislació internacional per a la protecció dels drets humans es va dur a terme dins de la infraestructura de les Nacions Unides, principalment pels drets individuals i els drets col·lectius dels grups oprimits per a l'autodeterminació.
5. A principis de la dècada de 1970, hi va haver un renovat interès pels drets de les minories, inclosos llurs drets lingüístics. Per exemple, la Declaració de les Nacions Unides sobre els drets de les persones pertanyents a minories nacionals o ètniques, religioses i lingüístiques.

## Debat teòric

### Drets lingüístics + drets humans = drets humans lingüístics (LHR)
Alguns fan una distinció entre els drets lingüístics i els drets humans lingüístics (en anglès Linguistic Human Rights, LHR) perquè el concepte anterior cobreix un àmbit molt més ampli. Per tant, no tots els drets lingüístics són drets humans lingüístics, encara que tots els drets humans lingüístics són drets lingüístics. Una manera de distingir els drets lingüístics dels LHR és entre allò que és necessari i allò que està orientat a l'enriquiment. Els drets necessaris, com en els drets humans, són els necessaris per a les necessitats bàsiques i per viure una vida digna, per exemple: la identitat relacionada amb la llengua, l'accés a la llengua o les llengües maternes, el dret d'accés a una llengua oficial, l'absència de canvi d'idioma forçat, l'accés a l'educació primària formal basada en la llengua, i el dret dels grups minoritaris a perpetuar-se com a grup diferenciat, amb llengües pròpies. Els drets d'enriquiment estan per sobre de les necessitats bàsiques, per exemple, el dret a aprendre llengües estrangeres.

### Drets lingüístics individuals
La definició més bàsica dels drets lingüístics és el dret de les persones a utilitzar la seva llengua amb altres membres del seu grup lingüístic, independentment de l'estatus de la seva llengua. Evolucionen dels drets humans generals, en particular: la no discriminació, la llibertat d'expressió, el dret a la vida privada i el dret dels membres d'una minoria lingüística a utilitzar la seva llengua amb altres membres de la seva comunitat.
- Article 2: totes les persones tenen dret als drets declarats sense discriminació per raó de la llengua.
- Article 10: les persones tenen dret a un judici just, i en general es reconeix que això implica el dret a un intèrpret si una persona no entén el llenguatge utilitzat en els procediments judicials penals o en una acusació penal. La persona té dret a que l'intèrpret tradueixi el procediment, inclosos els documents judicials.
- Article 19: les persones tenen dret a la llibertat d'expressió, inclòs el dret a triar qualsevol llengua com a mitjà d'expressió.
- Article 26 - Tothom té dret a l'educació, amb relació a la llengua del mitjà d'ensenyament.

Els drets lingüístics es poden aplicar tant en l'àmbit privat com en el públic.

#### Ús privat de la llengua
La majoria de tractats o documents de drets lingüístics distingeixen entre l'ús privat d'una llengua per part dels individus i l'ús d'una llengua per part de les autoritats públiques. Els drets humans internacionals vigents exigeixen que totes les persones tinguin dret a la vida privada i familiar, a la llibertat d'expressió, a la no discriminació o al dret de les persones pertanyents a una minoria lingüística a utilitzar la seva llengua amb altres membres del seu grup. El Comitè de Drets Humans de les Nacions Unides defineix la privadesa com:
... l'àmbit de la vida d'una persona en el qual aquesta pot expressar lliurement la seva identitat, ja sigui entrant en relacions amb altri o en solitari. El Comitè opina que el cognom [i el nom] d'una persona constitueix un component important de la identitat d'una persona i que la protecció contra la intromissió arbitrària o il·legal en la privadesa inclou la protecció contra la interferència arbitrària o il·legal en el dret a escollir i canviar el nom propi.
Això vol dir que les persones tenen dret a tenir el seu nom o cognom en la seva pròpia llengua, independentment de si la llengua és oficial o reconeguda, i les autoritats estatals o públiques no poden interferir en aquest dret de manera arbitrària o il·legal.

#### Drets lingüístics en el domini públic
El domini públic, pel que fa a l'ús lingüístic, es pot dividir en procediments judicials i ús general dels funcionaris públics.
Segons l'article 10 de la Declaració Universal dels Drets Humans, les persones tenen dret a un judici just. Per tant, en nom de l'equitat dels processos judicials, és un dret lingüístic establert d'una persona a un intèrpret quan no entén la llengua utilitzada en els procediments judicials penals, o en una denúncia penal. Els poders públics han d'utilitzar la llengua que entén la persona o bé contractar un intèrpret per traduir els procediments, inclosos els casos judicials.
L'ús general dels funcionaris públics pot abastar qüestions com l'educació pública, la difusió pública de ràdio i televisió, la prestació de serveis al públic. Sovint s'accepta que és raonable i justificat que els funcionaris públics utilitzin una llengua minoritària, en un grau i nivell adequats en les seves activitats, quan el nombre i la concentració geogràfica dels parlants d'aquesta llengua són prou substancials. No obstant això, aquest és un tema polèmic, ja que la decisió de justificació és sovint arbitrària. L'article 26 del Pacte Internacional de Drets Civils i Polítics promet protegir totes les persones de la discriminació per raó de llengua. Després d'això, l'article 27 declara que "no se'ls negarà a les minories el dret... a utilitzar la llengua pròpia". La Convenció contra la Discriminació en l'Educació, a l'article 5, també declara els drets de les minories a "utilitzar o ensenyar la seva pròpia llengua".

### Drets lingüístics col·lectius
Els drets lingüístics col·lectius són drets lingüístics d'un grup, en particular d'un grup lingüístic o d'un estat. Els drets col·lectius signifiquen "el dret d'un grup lingüístic a garantir la pervivència de la seva llengua i a transmetre la llengua a les generacions futures". Els grups lingüístics són complexos i més difícils de demarcar que els estats. Part d'aquesta dificultat és que els membres dels grups lingüístics assignen diferents rols a la seva llengua, i també hi ha dificultats per definir una llengua. Alguns estats tenen disposicions legals per a la salvaguarda dels drets lingüístics col·lectius perquè hi ha situacions clares en circumstàncies històriques i socials particulars.
Els drets lingüístics col·lectius s'apliquen als estats perquè s'expressen en una o més llengües. En general, el règim lingüístic dels estats, que es comunica mitjançant l'assignació d'estatus a les llengües utilitzades dins dels seus límits, qualifica els drets lingüístics reivindicats per grups i individus en nom d'una governança eficient, en el millor interès del bé comú. Els estats estan sotmesos a control per les convencions internacionals i les demandes dels ciutadans. Els drets lingüístics es tradueixen a les lleis de manera diferent d'un país a un altre, ja que no hi ha una definició legal estàndard generalment acceptada.

### Principis de territorialitat i de personalitat
El principi de territorialitat fa referència al fet que els drets lingüístics es concentren únicament dins d'un territori, mentre que el principi de personalitat depèn de l'estatus lingüístic de la persona o persones implicades. Un exemple d'aplicació de la territorialitat és el cas de Suïssa, on els drets lingüístics es defineixen dins de cantons lingüístics clarament dividits. Un exemple de l'aplicació de la personalitat és la legislació federal canadenca, que atorga el dret a serveis en francès o en anglès independentment del territori.

### Drets negatius i positius
Per drets lingüístics negatius s'entén el dret a l'exercici de la llengua sense ingerència de l'Estat. Els drets lingüístics positius requereixen una acció positiva de l'Estat que impliqui l'ús de diners públics, com ara l'educació pública en una llengua determinada o els serveis prestats per l'estat en aquesta llengua.

### Orientació a l'assimilació i orientació al manteniment
Els tipus de drets lingüístics orientats a l'assimilació fan referència a l'objectiu de la llei d'assimilar tots els ciutadans dins del país, i van des de la prohibició fins a la tolerància. Un exemple de lleis de prohibició és el tractament dels kurds a Turquia on se'ls prohibeix utilitzar la llengua kurda. Els enfocaments orientats a l'assimilació dels drets lingüístics també es poden veure com una forma d'enfocament en el dret de les persones a comunicar-se amb altri dins d'un sistema. Moltes polítiques d'assimilació lingüística estan lligades al concepte de construcció nacional i faciliten la comunicació entre diversos grups dins d'un sistema estatal singular.
Els tipus de drets lingüístics orientats al manteniment es refereixen a lleis que tenen com a objectiu permetre el manteniment de totes les llengües dins d'un país, i van des del permís fins a la promoció. Un exemple de lleis que promouen els drets lingüístics és la Llei de normalització del basc, que promou l'ús de la llengua basca. Molts enfocaments orientats al manteniment requereixen tant un marc de drets col·lectius i positius com un finançament governamental important per tal de produir els resultats desitjats del manteniment lingüístic. A Gal·les i al Quebec, per exemple, hi ha un debat important sobre el finançament i l'ús dels drets col·lectius per construir un marc de manteniment efectiu.
El punt neutre entre l'orientació a l'assimilació i l'orientació al manteniment és la prescripció no discriminatòria, que prohibeix la discriminació per raó de la llengua. Tanmateix, la posició de no discriminació també s'ha vist com una altra forma de política assimilacionista, ja que principalment només condueix a un període d'assimilació més estès a la llengua majoritària en lloc d'una continuació perpètua de la llengua minoritària.

### Obert vs encobert
Una altra dimensió per analitzar els drets lingüístics és el grau d'obertura i encoberta. El grau d'obertura es refereix a la mesura en què les lleis o els pactes són explícits pel que fa als drets lingüístics, i l'encoberta a l'inrevés. Per exemple, les lleis índies fan promoció oberta dels drets lingüístics, mentre que les esmenes de la llengua anglesa a la Constitució dels EUA són encobertes. La Carta de les Nacions Unides, la Declaració Universal dels Drets Humans, el Pacte Internacional de Drets Econòmics, Socials i Culturals, el Pacte Internacional de Drets Civils i Polítics i la Convenció de les Nacions Unides sobre els Drets de l'Infant estan subjectes a una tolerància encoberta.

### Crítiques al marc dels drets humans lingüístics
Hi ha veus que han criticat els defensors dels drets lingüístics per considerar la llengua com un únic constructe coherent, assenyalant, en canvi, la diferència entre les comunitats lingüístiques i de parla, i posar massa preocupació per la discriminació interlingüística en lloc de la discriminació intrallengua, és a dir, dins d'una mateixa llengua.
Altres qüestions assenyalades són els supòsits que els objectius col·lectius dels grups lingüístics minoritaris són uniformes i que el concepte de drets col·lectius no està exempt de problemes.
També existeix una protesta contra el marc dels Drets Humans Lingüístics, el qual singularitza les llengües minoritàries per a un tractament especial, provocant una distribució injusta de recursos limitats. Això ha portat a una crida a un estudi etnogràfic i historiogràfic més profund de la relació entre les actituds dels parlants, el significat dels parlants, la llengua, el poder i les comunitats de parla.

## Aplicació pràctica
Els drets lingüístics es manifesten com una legislació (l'aprovació d'una llei), que esdevé posteriorment un estatut que cal fer complir. La legislació lingüística que en delimita l'ús oficial es pot agrupar en legislació lingüística oficial, institucionalitzadora, estandarditzadora i liberal, en funció de la seva funció:
La legislació oficial oficialitza les llengües en els àmbits de la legislació, la justícia, l'administració pública i l'educació, [comunament segons la territorialitat i la personalitat]. També s'utilitzen diverses combinacions d'ambdós principis.... La legislació institucionalitzadora cobreix els dominis no oficials del treball, les comunicacions, la cultura, el comerç i els negocis...
En relació amb la legislació, un efecte causal dels drets lingüístics és la política lingüística. L'àmbit de la planificació lingüística s'inclou en la política lingüística. Hi ha tres tipus de planificació lingüística: la planificació de l'estatus (usos de la llengua), la planificació de l'adquisició (usuaris de la llengua) i la planificació del corpus (la pròpia llengua).

### Drets lingüístics a nivell internacional i regional

#### Plataforma internacional
La Declaració Universal dels Drets Lingüístics es va aprovar el 6 de juny de 1996 a Barcelona. Va ser la culminació del treball d'un comitè de 50 experts sota els auspicis de la UNESCO. Els signants van ser 220 persones de més de 90 estats, en representació d'ONG i centres internacionals de PEN Clubs. Aquesta Declaració es va elaborar com a resposta a les crides als drets lingüístics com a dret humà fonamental en el XII Seminari de l'Associació Internacional per al Desenvolupament de la Comunicació Intercultural i la Declaració Final de l'Assemblea General de la Federació Internacional de Professors de Llengües Modernes. Els drets lingüístics d'aquesta Declaració provenen de la comunitat lingüística, és a dir, dels drets col·lectius, i inclou explícitament les llengües minoritàries regionals i immigrants.
En conjunt, aquest document es divideix en apartats que inclouen: conceptes, principis generals, règim lingüístic global (que abasta l'administració pública i els organismes oficials, educació, noms propis, mitjans de comunicació i noves tecnologies, cultura i l'àmbit socioeconòmic), disposicions addicionals i disposicions finals. Així, per exemple, els drets lingüístics s'atorguen per igual a totes les comunitats lingüístiques en virtut de l'article 10, i a tothom, el dret a utilitzar qualsevol llengua escollida en l'àmbit privat i familiar segons l'article 12. Altres articles detallen el dret a utilitzar o triar les llengües a l'àmbit educatiu, públic i legal.
Hi ha una sèrie d'altres documents a nivell internacional que atorguen drets lingüístics. El Pacte Internacional de Drets Civils i Polítics de les Nacions Unides, adoptat per l'Assemblea General de les Nacions Unides el 1966, preveu la protecció de les minories en el dret internacional. L'article 27 estableix que a les persones de minories lingüístiques no se'ls pot negar el dret a utilitzar la seva pròpia llengua.
La Declaració de l'ONU sobre els drets de les persones pertanyents a minories nacionals o ètniques, religioses i lingüístiques va ser aprovada per l'Assemblea General de l'ONU l'any 1992. L'article 4 fa que "determinades obligacions modestes dels estats". Afirma que els estats haurien de proporcionar a les persones que pertanyen a grups minoritaris oportunitats suficients per a l'educació en la seva llengua materna, o ensenyament amb la seva llengua materna com a mitjà d'ensenyament. Tanmateix, aquesta Declaració no és vinculant.
Un tercer document adoptat per l'Assemblea General de l'ONU l'any 1989, que contempla els drets lingüístics és la Convenció sobre els Drets de l'Infant. En aquest conveni, els articles 29 i 30 declaren el respecte a la identitat cultural, la llengua i els valors propis de l'infant, encara que siguin diferents del país de residència, i el dret de l'infant a utilitzar la seva pròpia llengua, malgrat la estat minoritari del nen o immigrant.

#### Plataforma regional

##### Àfrica
Els drets lingüístics a l'Àfrica només s'han centrat en els últims anys. El 1963 es va formar l'Organització de la Unitat Africana (OUA) per ajudar a defensar els drets humans fonamentals de tots els africans. Va adoptar el 1981 la Carta Africana dels Drets Humans i dels Pobles, que té com a objectiu promoure i protegir els drets humans fonamentals, inclosos els drets lingüístics, a Àfrica. L'any 2004, quinze estats membres van ratificar el Protocol a la Carta Africana dels Drets Humans i dels Pobles que estableix el Tribunal Africà dels Drets Humans i dels Pobles. El Tribunal és una plataforma legal regional que supervisa i promou el compliment dels estats de la UA amb la Carta Africana de Drets Humans i dels Pobles. Actualment està pendent d'una fusió amb el Tribunal de Justícia de la Unió Africana.
L'any 2001 el president de la República de Mali, conjuntament amb l'OUA, va crear la fundació de l'Acadèmia Africana de les Llengües (ACALAN) per "treballar per la promoció i l'harmonització de les llengües a l'Àfrica". Juntament amb la inauguració de la Junta de Govern provisional de l'ACALAN, la Unió Africana va declarar el 2006 com l'Any de les Llengües Africanes (YOAL).
El 2002, l'OUA va ser dissolta i substituïda per la Unió Africana (UA). La UA va adoptar l'Acte Constitutiu elaborat prèviament per l'OUA l'any 2000. A l'article 25, s'indica que les llengües de treball de la Unió i de les seves institucions són l'àrab, l'anglès, el francès i el portuguès, i si és possible, totes les llengües africanes. La UA també reconeix les llengües nacionals de cadascuna de les seves institucions membres tal com s'estableix a les seves constitucions nacionals. L'any 2003, la UA va adoptar un protocol que modifica la Llei de manera que les llengües de treball seran rebatejades com a llengües oficials, i inclouria l'espanyol, el kiswahili i "qualsevol altra llengua africana" a més de les quatre llengües esmentades. No obstant això, aquesta esmena encara s'ha de posar en vigor, i la UA continua utilitzant només els quatre idiomes de treball per a les seves publicacions.

##### Europa
El Consell d'Europa va adoptar el 1950 el Conveni Europeu dels Drets Humans, que fa alguna referència als drets lingüístics. A l'article 5.2, els motius de la detenció i els càrrecs s'han de comunicar en una llengua que entén la persona. En segon lloc, l'article 6.3 concedeix un intèrpret gratuïtament en un jutjat, si la llengua utilitzada no es pot parlar ni entendre.
El Consell d'Autoritats Locals i Regionals, part del Consell d'Europa, va formular la Carta Europea de les Llengües Regionals o Minoritàries el 1992. Aquesta Carta atorga el reconeixement, la protecció i la promoció de les llengües regionals i/o minoritàries als estats europeus, encara que no explícitament les llengües d'immigració, en els àmbits d'"educació, autoritats judicials, serveis administratius i públics, mitjans de comunicació, activitats culturals i vida socioeconòmica". als articles 8 a 13. Les disposicions d'aquesta Carta s'executen cada tres anys per una comissió. Els estats trien quines llengües regionals o minoritàries inclouen.
La Convenció marc per a la protecció de les minories nacionals va ser implementada pel Consell d'Europa l'any 1995 com una "activitat paral·lela" a la Carta de les llengües regionals o minoritàries. Aquest Marc preveu el dret de les minories nacionals a preservar la seva llengua a l'article 5, per fomentar el "respecte mutu, la comprensió i la cooperació entre totes les persones que viuen al seu territori", independentment de la llengua, especialment en els "àmbits de l'educació"., cultura i mitjans de comunicació" a l'article 6. L'article 6 també té com a objectiu protegir les persones de la discriminació per raó de la llengua.
Un altre document adoptat per l'Assemblea Parlamentària del Consell d'Europa el 1998 és la Recomanació 1383 sobre la diversificació lingüística. Fomenta una varietat més àmplia de llengües ensenyades als estats membres del Consell d'Europa a l'article 5. També recomana que l'educació lingüística inclogui a l'article 8 les llengües de grups no autòctons.

### Drets lingüístics als diferents països

#### Austràlia
Zuckermann et al. (2014) van proposar la promulgació del "Títol de la llengua nativa", un esquema de compensació per la pèrdua de llengües indígenes a Austràlia: "Tot i que alguns estats australians han promulgat esquemes de compensació ex gratia per a les víctimes de les polítiques de les generacions robades. Plans de subvencions existents per donar suport a les llengües aborígens que s'han de complementar amb esquemes d'indemnització basats en una reclamació de dret. El pla de compensació proposat per la pèrdua de llengües aborígens hauria de donar suport a l'esforç per recuperar i reviure les llengües perdudes."
L'11 d'octubre de 2017, el parlament de Nova Gal·les del Sud (NSW) va aprovar una legislació que reconeix i reviu les llengües indígenes per primera vegada a la història d'Austràlia. "El govern de NSW nomenarà un grup independent d'experts en llengües aborígens" i "establirà centres d'idiomes".

#### Àustria
En virtut de la Llei constitucional austríaca (1867), l'article 8(2) atorga el dret al manteniment i al desenvolupament de la nacionalitat i la llengua a totes les minories ètniques, la igualtat de drets a totes les llengües utilitzades a les regions en els àmbits de l'educació, l'administració i la vida pública, com així com el dret a l'educació en la llengua pròpia de les comunitats ètniques, sense necessitat d'adquirir una segona llengua utilitzada a la província.

#### Canadà
La Carta canadenca de drets i llibertats (1982) atorga drets lingüístics positius, garantint la responsabilitat de l'estat a les comunitats de llengua francesa i anglesa. La secció 23 declara tres tipus de drets per als ciutadans canadencs que parlen francès o anglès com a llengua materna i són minories en una regió. El primer atorga el dret d'accés a l'ensenyament en la llengua materna. El segon assegura equipaments educatius per a les llengües minoritàries. El tercer atorga a les minories de llengua francesa i anglesa el dret a mantenir i desenvolupar les seves pròpies instal·lacions educatives. Aquest control pot adoptar la forma d'"autoritat exclusiva de presa de decisions sobre la despesa de fons, el nomenament i la direcció de l'administració, els programes d'instrucció, la contractació de professors i personal, i la presa d'acords per a l'educació i els serveis". Tots aquests drets s'apliquen a l'educació primària i secundària, sostinguts amb fons públics, i depenent del nombre i de les circumstàncies.

#### Croàcia

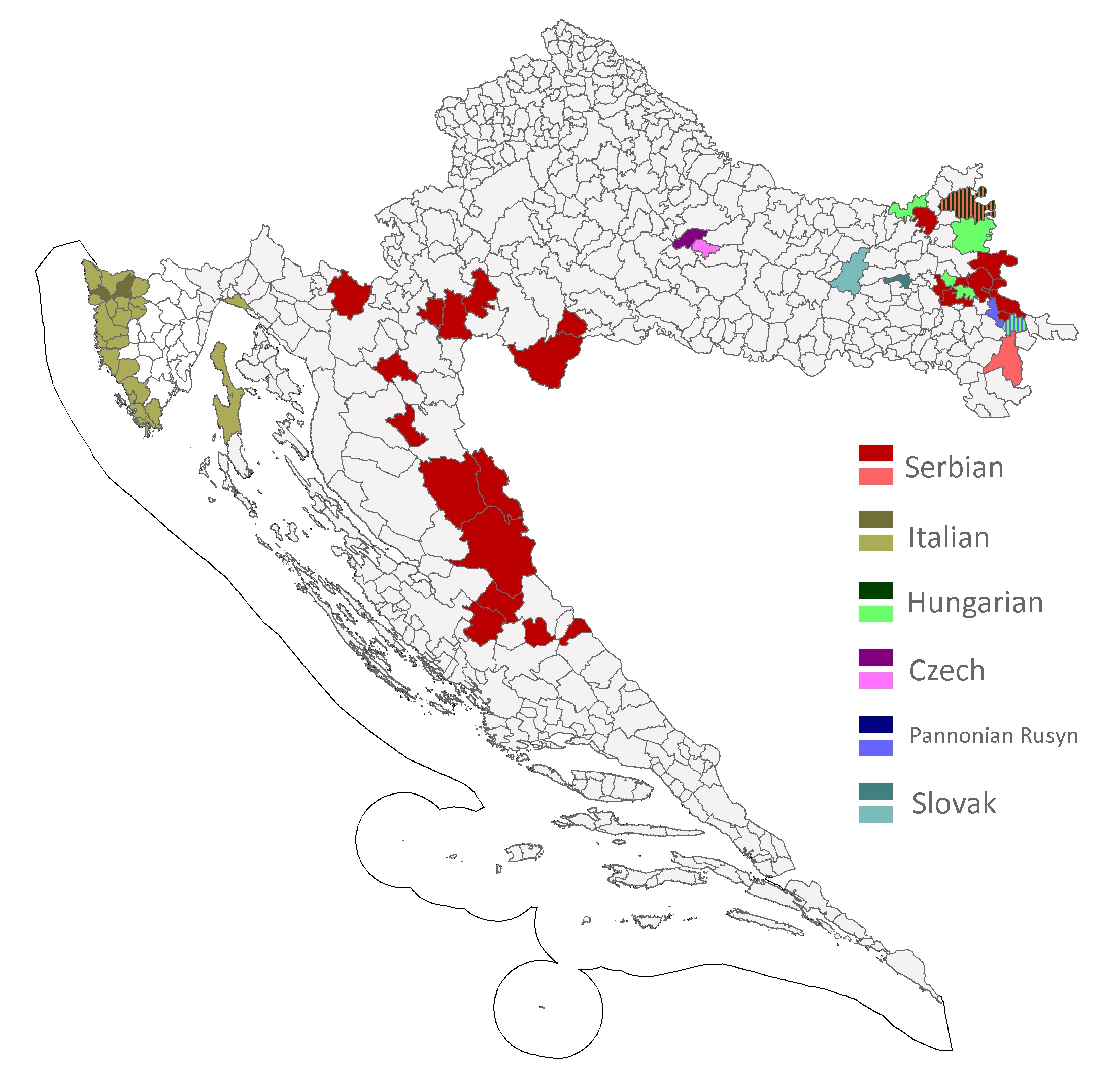
Llengües minoritàries a Croàcia (ús oficial a nivell local)

L'article 3 de la Constitució croata declara que la llengua croata és la llengua oficial de Croàcia. El mateix article de la Constitució estableix que en algunes de les unitats locals, amb la llengua croata i l'escriptura llatina, en l'ús oficial es pot introduir una altra llengua o una altra escriptura escrita en les condicions prescrites per la llei. L'únic exemple de l'ús de la llengua minoritària a nivell regional actualment és el comtat d'Istria, on les llengües oficials són el croat i l'italià. A l'est de Croàcia, a nivell local (municipal) s'introdueix el serbi i la seva escriptura ciríl·lica com a llengua cooficial. Cada municipi, on una determinada minoria té més d'una tercera part de la població, pot si vol introduir una llengua minoritària en l'ús oficial.
L'única llengua minoritària actualment exclosa al país és el romaní, una llengua no territorial.

#### Espanya
La llengua castellana és la declarada com a llengua oficial d'Espanya a l'article 3 de la Constitució espanyola, sent l'aprenentatge d'aquesta llengua obligat per aquest mateix article. Tanmateix, la constitució preveu que les altres llengües d'Espanya siguin oficials a les seves respectives comunitats. A part del castellà, les altres llengües amb estatus d'oficialitat, conjuntament amb el castellà, són el basc (a Euskadi i municipis de Navarra), el català (a les Illes Balears, al País Valencià i a Catalunya), el gallec (a Galícia) i l'occità (a Catalunya).

#### Estats Units
Els drets lingüístics als Estats Units solen derivar-se de la Catorzena Esmena, amb les seves clàusules d'igualtat de protecció i degut procés, perquè prohibeixen la discriminació racial i ètnica, permetent a les minories lingüístiques utilitzar aquesta esmena per reivindicar els seus drets lingüístics. Un exemple d'ús de les clàusules del degut procés és el cas Meyer contra Nebraska, que va sostenir que una llei de Nebraska de 1919 que restringia l'educació en llengües estrangeres va violar la clàusula del degut procés de la catorzena esmena. Altres dos casos d'importància important per als drets lingüístics van ser el cas Yu Cong Eng contra Trinitat, que va anul·lar una legislació restrictiva lingüística a les Filipines, declarant que aquesta llei era "violatòria del degut procés i les clàusules de protecció d'igualtat de Filipines", l'Autonomy Act of Congress, així com el cas Farrington v. Tokushige, que dictaminava que la regulació governamental de les escoles privades, en particular per restringir l'ensenyament d'idiomes diferents de l'anglès i el hawaià, com a perjudicial per a la població migrant de Hawaii. Tots dos casos van estar influenciats pel cas Meyer, que va ser un precedent.

#### Filipines
L'article XIV, seccions 6-9 de la constitució filipina de 1987 estableix el següent:
- SECCIÓ 6: La llengua nacional de les Filipines és el filipí. A mesura que evolucioni, s'anirà desenvolupant i enriquint sobre la base de les llengües filipines i altres existents. Amb subjecció a les disposicions de la llei i segons el Congrés ho consideri convenient, el Govern ha de prendre mesures per iniciar i mantenir l'ús del filipí com a mitjà de comunicació oficial i com a llengua d'ensenyament en el sistema educatiu.
- SECCIÓ 7: A efectes de comunicació i instrucció, les llengües oficials de les Filipines són el filipí i, fins que la llei estableixi el contrari, l'anglès. Les llengües regionals són les llengües oficials auxiliars a les regions i serveixen com a mitjans auxiliars d'ensenyament en aquestes. El castellà i l'àrab es promocionaran de manera voluntària i facultativa.
- SECCIÓ 8: Aquesta Constitució es promulgarà en filipí i anglès i s'ha de traduir a les principals llengües regionals, àrab i castellà.
- SECCIÓ 9: El Congrés establirà una comissió lingüística nacional integrada per representants de diverses regions i disciplines que durà a terme, coordinarà i promourà investigacions per al desenvolupament, propagació i preservació del filipí i d'altres llengües.

#### Finlàndia
Finlàndia té un dels marcs de drets lingüístics més oberts. La discriminació basada en la llengua està prohibida en virtut dels drets bàsics de tots els ciutadans a Finlàndia. L'article 17 de la Constitució de Finlàndia detalla explícitament el dret a la pròpia llengua i cultura, tot i que aquestes llengües s'especifiquen com a finès o suec. Aquest dret s'aplica als tribunals de justícia i altres autoritats, així com als documents oficials traduïts. També hi ha l'obligació manifesta de l'estat de cobrir les "necessitats culturals i socials de les poblacions finlandeses i suecs del país en igualtat de condicions". A més, els sami, com a grup indígena, els gitanos i altres comunitats lingüístiques tenen dret a mantenir i desenvolupar la seva pròpia llengua. La comunitat sorda també té dret a la llengua de signes i a la interpretació o traducció. Els drets lingüístics dels sami, la comunitat sorda i els immigrants es descriuen amb més detall en actes separats per a cada grup.
La normativa sobre els drets de les minories lingüístiques a Finlàndia insisteix en la constitució d'un districte per als 9 primers anys d'educació escolar integral en cada llengua, als municipis amb nens tant finlandesos com suecs, sempre que hi hagi un mínim de 13 alumnes de la comunitat lingüística d'aquesta llengua materna.

#### Índia
La constitució de l'Índia es va redactar per primera vegada el 26 de gener de 1950. Es calcula que a l'Índia hi ha unes 1500 llengües. L'article 343–345 va declarar que les llengües oficials de l'Índia per a la comunicació amb el centre seran l'hindi i l'anglès. Hi ha 22 llengües oficials identificades per la constitució. L'article 345 estableix que "la legislatura d'un estat pot adoptar per llei una o més de les llengües que s'utilitzen a l'estat o l'hindi com a llengua o llengües que s'han d'utilitzar per a tots o qualsevol dels propòsits oficials d'aquest Estat:, fins que la Legislatura de l'Estat disposi una altra cosa per llei, la llengua anglesa es continuarà utilitzant per als propòsits oficials dins de l'Estat per als quals s'estava utilitzant immediatament abans de l'inici d'aquesta Constitució".

#### Irlanda
Els drets lingüístics a Irlanda estan reconeguts a la Constitució d'Irlanda i a la Llei de llengües oficials.
L'irlandès és la primera llengua oficial i nacional segons la Constitució (l'anglès és la segona llengua oficial). La Constitució permet que el públic dugui a terme els seus negocis amb l'estat només a través de l'irlandès.
El 14 de juliol de 2003, el president d'Irlanda va signar la Llei de llengües oficials de 2003 i les disposicions de la llei van entrar en vigor gradualment durant un període de tres anys. La Llei estableix els deures dels organismes públics pel que fa a la prestació de serveis en irlandès i els drets del públic a utilitzar aquests serveis.
L'ús de l'irlandès als senyals de trànsit del país és la il·lustració més visible de la política de l'estat respecte a les llengües oficials. És un requisit legal que els topònims dels rètols siguin en irlandès i en anglès, excepte al Gaeltacht, on els rètols només són en irlandès.

#### Mèxic
Els drets lingüístics van ser reconeguts a Mèxic l'any 2003 amb la Llei General de Drets Lingüístics dels Pobles Indígenes que va establir un marc per a la conservació, el foment i el desenvolupament de les llengües indígenes. Reconeix el dret a usar les llengües indígenes com a llengües en comunicació amb les administracions de llurs territoris. L'any 2014 no s'ha assolit l'objectiu d'oferir la majoria de serveis públics en llengües indígenes.

#### Pakistan
El Pakistan utilitza l'anglès (anglès pakistanès) i l'urdú com a llengües oficials. Tot i que l'urdú serveix com a llengua nacional i llengua franca i és entès per la majoria de la població, només és parlat com a primera llengua pel 8% de la població. L'anglès no s'utilitza de manera nativa com a primera llengua, però, amb finalitats oficials, al voltant del 49% de la població és capaç de comunicar-se en algun tipus d'anglès. No obstant això, les principals llengües regionals com el panjabi (parlat per la majoria de la població), el sindhi, el paixtu, el seraiki, l'hindko, el balutxi, el brahui i el shina no tenen estatus oficial a nivell federal.

#### Suècia
En ratificar la Carta Europea de les Llengües Regionals o Minoritàries, Suècia va declarar cinc llengües minoritàries nacionals: saami, finès, meänkieli, romaní i yiddish. El romaní i el yiddish són llengües minoritàries no territorials a Suècia i, per tant, els seus parlants tenien drets més limitats que els parlants dels altres tres. Després d'una dècada de debat polític, Suècia va declarar el suec com la llengua principal de Suècia amb la seva Llei lingüística de 2009.

#### Xina
Es promociona el mandarí estàndard, que ha estat vist com perjudicial per a les varietats de xinès per alguns dels parlants d'aquestes llengües. S'han fet esforços per protegir les altres llengües sinítiques.

### Conflictes sobre drets lingüístics

#### Illes Fèroe
El conflicte lingüístic feroès, que es va produir aproximadament entre 1908 i 1938, s'ha descrit com a de naturalesa política i cultural. Les dues llengües que competien per convertir-se en la llengua oficial de les Illes Fèroe eren el faroès i el danès. A finals del segle XIX i principis del XX, la llengua del govern, l'educació i l'Església era el danès, mentre que el faroès era la llengua del poble. El moviment cap als drets i la preservació de la llengua feroesa es va iniciar a la dècada de 1880 per un grup d'estudiants. Això es va estendre des de 1920 cap a un moviment cap a l'ús del faroès en el sector religiós i governamental. El faroès i el danès són ara, tots dos, idiomes oficials a les Illes Fèroe.

#### Nepal
Els Newars del Nepal han estat lluitant per salvar la seva llengua, cultura i identitat Nepal Bhasa des dels anys vint. El Nepal Bhasa va ser suprimit durant els règims de Rana (1846–1951) i Panchayat (1960–1990) que van conduir al declivi lingüístic. Els Rana van prohibir escriure al Nepal Bhasa i els autors van ser empresonats o exiliats. A partir de 1965, el sistema Panchayat va alleujar les llengües regionals de la ràdio i les institucions educatives, i els manifestants van ser empresonats.
Després de la restabliment de la democràcia el 1990, es van relaxar les restriccions a la publicació; però els intents d'obtenir ús a les entitats estatals locals al costat del nepalès van fracassar. L'1 de juny de 1999, el Tribunal Suprem va prohibir a la ciutat metropolitana de Katmandú donar un reconeixement oficial a Nepal Bhasa, i al municipi de Rajbiraj i al Comitè de Desenvolupament del districte de Dhanusa de reconèixer el maithili.
La Constitució provisional del Nepal de 2007 reconeix totes les llengües que es parlen com a llengües maternes al Nepal com a llengües nacionals del país. Estableix el nepalès en escriptura devanagari com l'idioma oficial dels negocis, a la vegada que no posa impediments a l'ús de les llengües maternes als ens o oficines locals. L'ús de les llengües nacionals als òrgans de govern local no s'ha produït a la pràctica, i persisteix el desànim en el seu ús i la discriminació en l'assignació de recursos. Alguns analistes han afirmat que una de les principals causes de la insurrecció maoista, o la Guerra Civil nepalesa (1996-2006), va ser la negació dels drets lingüístics i la marginació dels grups ètnics.

#### Sri Lanka
L'inici del conflicte sobre les llengües a Sri Lanka es remunta al domini britànic. Durant el període colonial, l'anglès va tenir una posició especial i poderosa a l'illa. Els britànics hi van governar des de finals del segle XVIII fins al 1948. Aleshores, l'anglès era la llengua oficial de l'administració. Just abans de la sortida dels britànics, es va llançar un moviment "swabhasha" (la vostra pròpia llengua) per intentar eliminar l'anglès lentament, substituint-lo pel singalès o el tàmil. No obstant això, poc després de la sortida dels britànics, la campanya, per diverses raons polítiques, va evolucionar de defensar el cingalès i el tàmil per substituir l'anglès a només el cingalès substituint l'anglès.
El 1956, les primeres eleccions després de la independència, va guanyar l'oposició i es va declarar que la llengua oficial era el cingalès. El poble tàmil estava descontent, sentint que es trobava molt en desavantatge. Com que ara el cingalès era la llengua oficial, va facilitar que les persones la llengua materna de la qual era el cingalès ingressessin al sector governamental i també els va proporcionar un avantatge injust en el sistema educatiu. Els tàmils que tampoc entenien el singalès es van sentir molt molestos, ja que havien de dependre d'altres per a la traducció de documents oficials.
Tant la gent de parlava tàmil com la que parlava singalès van sentir que la llengua era crucial per a la seva identitat. El poble singalès associava la llengua amb el seu ric patrimoni. També tenien por que, atès que en aquell moment només hi havia 9 milions de parlants de la llengua, si el cingalès no era l'única llengua oficial, s'acabaria perdent lentament. El poble tàmil va considerar que la política de "només cingalès" afirmaria el domini del poble cingalès i, com a tal, es pedrien la llengua, la cultura i identitat tàmils.
Malgrat la infelicitat del poble tàmil, no es va dur a terme cap gran moviment polític fins a principis dels anys setanta. Finalment, el maig de 1976, hi va haver una demanda pública d'un estat tàmil. Durant les eleccions de 1956, el partit federal havia substituït el congrés tàmil. El partit estava decidit a "aconseguir la llibertat per a la gent de parla tàmil de Ceilan mitjançant l'establiment d'un estat tàmil autònom sobre la base lingüística en el marc d'una Unió Federal de Ceilan". No obstant això, no va tenir gaire èxit. Així, el 1972, el Partit Federal, el Congrés Tàmil i altres organitzacions es van unir en un nou partit anomenat "Front Tàmil Unit".
Un dels catalitzadors de la separació tàmil va sorgir el 1972 quan el govern cingalès va modificar la constitució. El govern cingalès va decidir promoure el budisme com a religió oficial, afirmant que "serà el deure de l'Estat protegir i fomentar el budisme". Atès que la majoria dels tàmils eren hindús, això va crear malestar. Aleshores hi havia la por entre els tàmils que les persones pertanyents a les "castes intocables" fossin animades a convertir-se al budisme i després a aprendre singalès.
Un altre estímul també va ser la impaciència dels joves tàmils a Sri Lanka. Els polítics veterans van assenyalar que els joves actuals estaven més preparats per participar en la violència, i alguns d'ells fins i tot tenien vincles amb determinats grups rebels al sud de l'Índia. També en 1974, hi va haver una conferència d'estudis tàmils organitzada a Jaffna. La conferència es va tornar violenta. Això va provocar la mort de set persones. En conseqüència, entre 40 i 50 joves tàmils entre els anys 1972 i 1975 van ser detinguts sense ser acusats adequadament, la qual cosa va augmentar encara més la tensió.
Un tercer estímul van ser els canvis en els criteris dels exàmens universitaris a principis dels anys setanta. El govern va decidir que volia normalitzar els criteris d'admissió a la universitat, en funció de l'idioma en què es feien les proves d'accés. Es va assenyalar que els estudiants que van fer els exàmens en tàmil van obtenir millors resultats que els estudiants que els van fer en singalès. Així, el govern va decidir que els estudiants tàmils havien d'aconseguir una puntuació més alta que els estudiants que van fer l'examen en singalès per entrar a les universitats. Com a resultat, el nombre d'estudiants tàmils que entraven a les universitats va disminuir.
Després de les eleccions de juliol de 1977, les relacions entre els singalesos i els tàmils de Sri Lanka van empitjorar. Hi va haver violència de cop a algunes parts del país. Es calcula que unes 100 persones van morir i milers de persones van fugir de casa seva. Entre totes aquestes tensions, la crida a un estat separat entre el poble tàmil es va fer més forta.